# Maxwell-Jüttner-Verteilung
Die Maxwell-Jüttner-Verteilung ist eine Wahrscheinlichkeitsverteilung der statistischen Thermodynamik. Sie beschreibt die Geschwindigkeitsverteilung eines idealen Gases mit relativistischen Teilchengeschwindigkeiten. Die Maxwell-Jüttner-Verteilung ist eine Verallgemeinerung der Maxwell-Boltzmann-Verteilung. Im Gegensatz zur letzteren berücksichtigt sie die Effekte der speziellen Relativitätstheorie.
Vergleichbar der Maxwell-Boltzmann-Verteilung setzt die Maxwell-Jüttner-Verteilung ein klassisches, ideales Gas voraus. Ähnlich wie beim idealen Gas werden eine ideale Verdünnung und die Abwesenheit von Kräften zwischen den Gaspartikeln vorausgesetzt.
Im Grenzfall niedriger Temperaturen, bei der {\displaystyle T} wesentlich kleiner als {\displaystyle mc^{2}/k} ist, geht die Maxwell-Jüttner-Verteilung in die klassische Maxwell-Boltzmann-Verteilung über ({\displaystyle m} ist die Masse eines Gasteilchen, {\displaystyle c} die Lichtgeschwindigkeit und {\displaystyle k} ist die Boltzmann-Konstante).

## Namensgebung
Die Verteilungsfunktion wurde erstmals von Ferencz Jüttner (1878–1958) im Jahre 1911 hergeleitet. Da sie eine Verallgemeinerung der von James Clerk Maxwell und Ludwig Boltzmann gefundenen Maxwell-Boltzmann-Verteilung ist, wird sie daher als Maxwell-Jüttner-Verteilung bezeichnet.

## Die Verteilungsfunktion

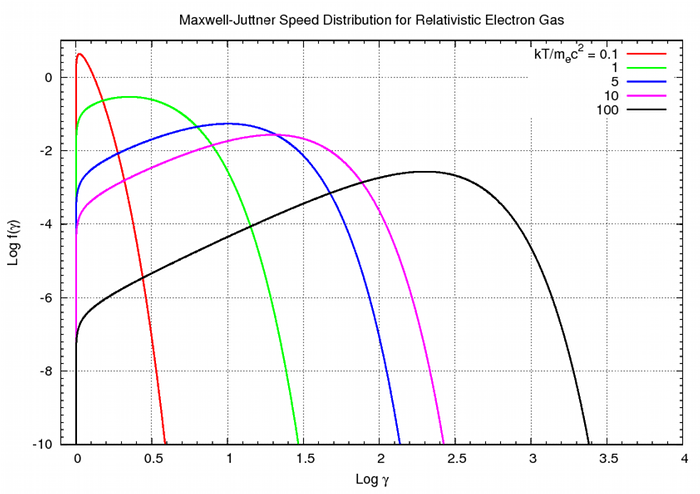
Maxwell-Jüttner-Geschwindigkeitsverteilung in Abhängigkeit von der relativistischen Geschwindigkeit für verschiedene Temperaturen.

Wenn ein Gas so heiß wird, dass seine thermische Energie {\displaystyle kT} in den Bereich {\displaystyle mc^{2}} oder ihn überschreitet, so kann seine relativistische maxwellsche Geschwindigkeitsverteilung mit
{\displaystyle f(\gamma )={\frac {\gamma ^{2}\beta }{\theta K_{2}(1/\theta )}}\exp \left(-{\frac {\gamma }{\theta }}\right)}
beschrieben werden. In dieser Gleichung bedeutet
- {\displaystyle \gamma =1/{\sqrt {1-v^{2}/c^{2}}}}

die Partikelgeschwindigkeit in relativistischen Einheiten (Lorentzfaktor) und
- {\displaystyle \beta ={\frac {v}{c}}={\sqrt {1-1/\gamma ^{2}}}},
- {\displaystyle \theta ={\frac {kT}{mc^{2}}}},

- {\displaystyle K_{2}} ist die modifizierte Besselfunktion zweiter Art.

Alternativ zur Geschwindigkeitsverteilung kann auch die Impulsverteilung angegeben werden:
{\displaystyle f(p)={\frac {1}{4\pi m^{3}c^{3}\theta K_{2}(1/\theta )}}\exp \left(-{\frac {\gamma (p)}{\theta }}\right)}
mit {\displaystyle \gamma (p)={\sqrt {1+\left({\frac {p}{mc}}\right)^{2}}}}.
Die Maxwell-Jüttner-Verteilung ist kovariant, aber nicht manifest kovariant (vgl. Minkowski-Raum).
Aus diesem Grund variiert die Temperatur nicht mit der mittleren Bruttogeschwindigkeit der Gaspartikel.

## Randbedingungen
Grundsätzlich besitzt die Maxwell-Jüttner-Verteilung die gleichen Randbedingungen, wie die Maxwell-Boltzmann-Verteilung:
- Es wird ein ideales Gas vorausgesetzt.
- Wechselwirkungen zwischen den Gaspartikeln werden vernachlässigt.
- Quanteneffekte werden vernachlässigt.

Neben diesen Bedingungen müssen für die Maxwell-Jüttner-Verteilung noch folgende Randbedingungen eingehalten werden:
- Die Paarbildung bzw. die Bildung von Antiteilchen wird ausgeschlossen.

Die Paarbildung muss berücksichtigt werden, wenn die kinetische Partikelenergie {\displaystyle kT} in die Größenordnung von {\displaystyle mc^{2}} gelangt. Da die Anzahl der Gaspartikel keine Erhaltungsgröße ist, kann sie somit beliebig ansteigen. Aus Symmetriegründen muss lediglich die Anzahl der neu gebildeten Teilchen zu ihren Antiteilchen erhalten bleiben. Die so neu erhaltene Verteilungsfunktion beinhaltet als neue Größe das chemische Potential der entsprechenden Paarbildung.